# Sân bay Lokutu
Sân bay Lokutu (ICAO: FZIZ) là một sân bay ở Lokutu, Cộng hòa Dân chủ Congo.